# فترة كوبرنيكية
الفترة الكوبرنيكية (بالإنجليزية: Eratosthenian)‏، تمتد في المقياس الزمني الجيولوجي القمري من 1.1 مليار سنة مضت إلى يومنا هذا. تحدد قاعدة الفترة الكوبرنيكية بفوهات الاصطدام التي تمتلك أنظمة أشعة ساطعة بصريًا. تعد فوهة كوبرنيكوس مثالاً بارزًا للفوهات ذات الأشعة، لكنها لا تمثل قاعدة الفترة الكوبرنيكية.
يتم وصف رواسب عمر الفترة الكوبرنيكية في الغالب بواسطة مقذوفات الفوهة، ولكن منطقة صغيرة من البازلت البحري غطت جزءًا من (وبالتالي فهي أصغر من) بعض أشعة فوهة كوبرنيكوس ليشتنبرغ، وبالتالي يتم رسم البازلت على الخريطة باعتباره عصر كوبرنيكي.